# 索利亚纳
索利亚纳，是西班牙巴伦西亚自治区巴伦西亚省的一个市镇。总面积39平方公里，总人口4471人（2001年），人口密度115人/平方公里。